# Hintonia latiflora
La quina amarilla (Hintonia latiflora) también conocida como cáscara sagrada, copalchi, copalquin, palo amargo, quina y quina amarilla, es un árbol o arbusto de la familia Rubiaceae. Es una especie ecológicamente rara y económicamente importante del bosque tropical caducifolio de la cuenca del Balsas, México, cuya corteza se comercializa como medicinal. La corteza se extrae exclusivamente de poblaciones de la cuenca del Balsas en México.
Se le atribuyen cerca de 36 usos diferentes, los más importantes son como febrífugo y antidiabético. Es una planta de gran importancia económica nacional e internacional. Debido al alto grado de extracción sus poblaciones se han reducido. Es importante distinguirla de la quina peruana ya que la confusión en los nombres comunes de quina y copalchi ha ocasionado sustituciones, confusiones y adulteraciones.